# Мванза, Рашель
Рашель Мванза (фр. Rachel Mwanza; род 1997, Мбужи-Майи, Демократическая Республика Конго) — конголезская актриса. Мванза дебютировала на экране в 2012 году, перевоплотившись в юного солдата Комону в драме «Ведьма войны». Эта роль принесла актрисе известность и несколько престижных наград, в том числе «Серебряного медведя» за лучшую женскую роль и высшую кинопремию Канады «Джини».

## Биография
Рашель Мванза родилась в городе Мбужи-Майи и была в раннем детстве оставлена родителями. Какое-то время она жила у своей бабушки, но после того, как та не смогла больше содержать внучку, оказалась на улицах Киншасы. Рашель не ходила в школу, не умела читать и писать.
Режиссёр и продюсеры предстоящей на тот момент канадской драмы «Ведьма войны» заметили её в документальном фильме о жизни детей в Киншасе. После этого она была утверждена на роль девочки Комоны, которую похитили повстанцы и вынудили участвовать в боевых действиях. Фильм вышел в 2012 году. Он был тепло принят критиками и номинирован на премию «Оскар» за лучший фильм на иностранном языке. В феврале 2013 года Рашель получила визу для посещения 85-й церемонии вручения «Оскара» и показов картины в Канаде, Франции и Германии. Сама она также удостоилась нескольких престижных кинопремий за эту роль.
В том же году она появилась в бельгийском фильме «Дети Киншасы». Создатели «Ведьмы войны» пообещали оплачивать ей образование и квартиру в Киншасе до достижения Рашелью 18 лет. В 2014 году она опубликовала автобиографию Survivre pour voir ce jour.

## Фильмография
| Год  |   | Русское название | Оригинальное название | Роль   |
| ---- | - | ---------------- | --------------------- | ------ |
| 2012 | ф | Ведьма войны     | Rebelle               | Комона |
| 2012 | ф | Дети Киншасы     | Kinshasa Kids         |        |

## Награды и номинации
| Награды и номинации             | Награды и номинации | Награды и номинации                                                 | Награды и номинации | Награды и номинации |
| Награда                         | Год                 | Категория                                                           | Итог                |                     |
| ------------------------------- | ------------------- | ------------------------------------------------------------------- | ------------------- | ------------------- |
| Берлинский кинофестиваль        | 2012                | «Серебряный медведь» за лучшую женскую роль за фильм «Ведьма войны» | Победа              |                     |
| Клотрудис                       | 2014                | Лучшая актриса за фильм «Ведьма войны»                              | Номинация           |                     |
| Джини                           | 2013                | Лучшая женская роль за фильм «Ведьма войны»                         | Победа              |                     |
| Трайбека                        | 2012                | Лучшая женская роль за фильм «Ведьма войны»                         | Победа              |                     |
| Общество кинокритиков Ванкувера | 2013                | Лучшая актриса в канадском фильме за фильм «Ведьма войны»           | Победа              |                     |
| Жютра                           | 2013                | Лучшая актриса за фильм «Ведьма войны»                              | Победа              |                     |